# Copiapoa gigantea
Copiapoa gigantea es una especie de planta suculenta perteneciente al género Copiapoa, dentro de la familia Cactaceae. Es endémica del norte de Chile (concretamente desde Antofagasta hasta el norte del desierto de Atacama).

## Descripción

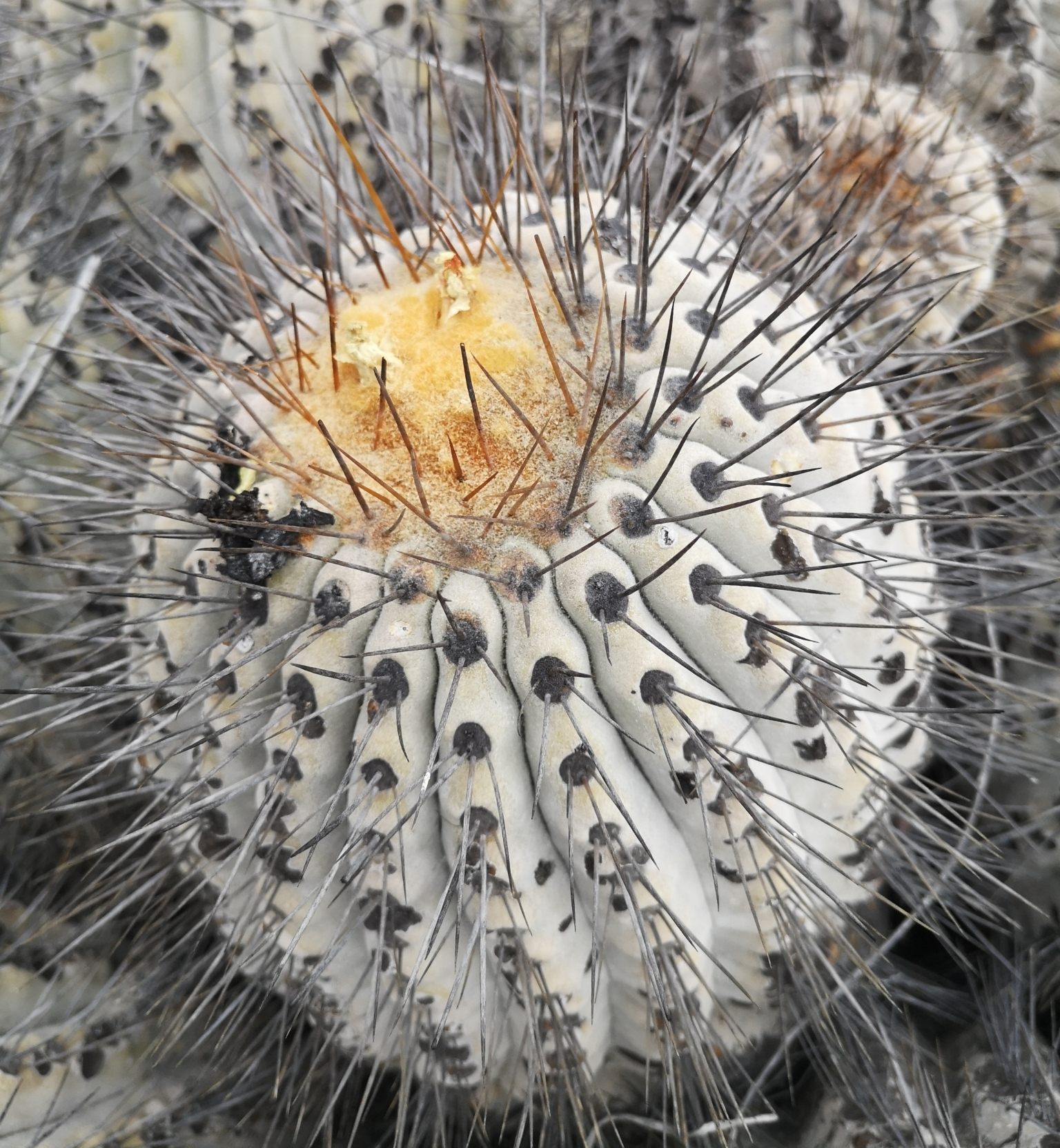
Detalle de las espinas

Copiapoa gigantea es una especie de cactus de gran tamaño que se ramifica basal y lateralmente, formando enormes montículos de hasta 1 m de alto y 2 m de diámetro. Los tallos van de forma globosa a cilíndrica alargada y su color va de gris verdoso pálido a gris ceniza. Miden hasta 1 m de alto y de 12 a 25 cm de diámetro. Tienen el ápice con lana densa de color marrón anaranjado y sus raíces son fasciculares.
Presentan de 14 a 37 costillas redondeadas, son anchas y están divididas en tubérculos, con muescas debajo de las areolas redondo-ovaladas. Estas miden hasta 1,8 cm de diámetro, están separadas unas de otras por 2 cm y aunque inicialmente son anaranjadas, con la edad se vuelven grises. Tienen espinas aciculares gruesas y largas, en su mayoría rectas y de color miel con la punta oscura. Se distinguen de 0 a 2 espinas centrales, y hasta 7 espinas radiales de 1 a 2 cm (o más) de longitud.

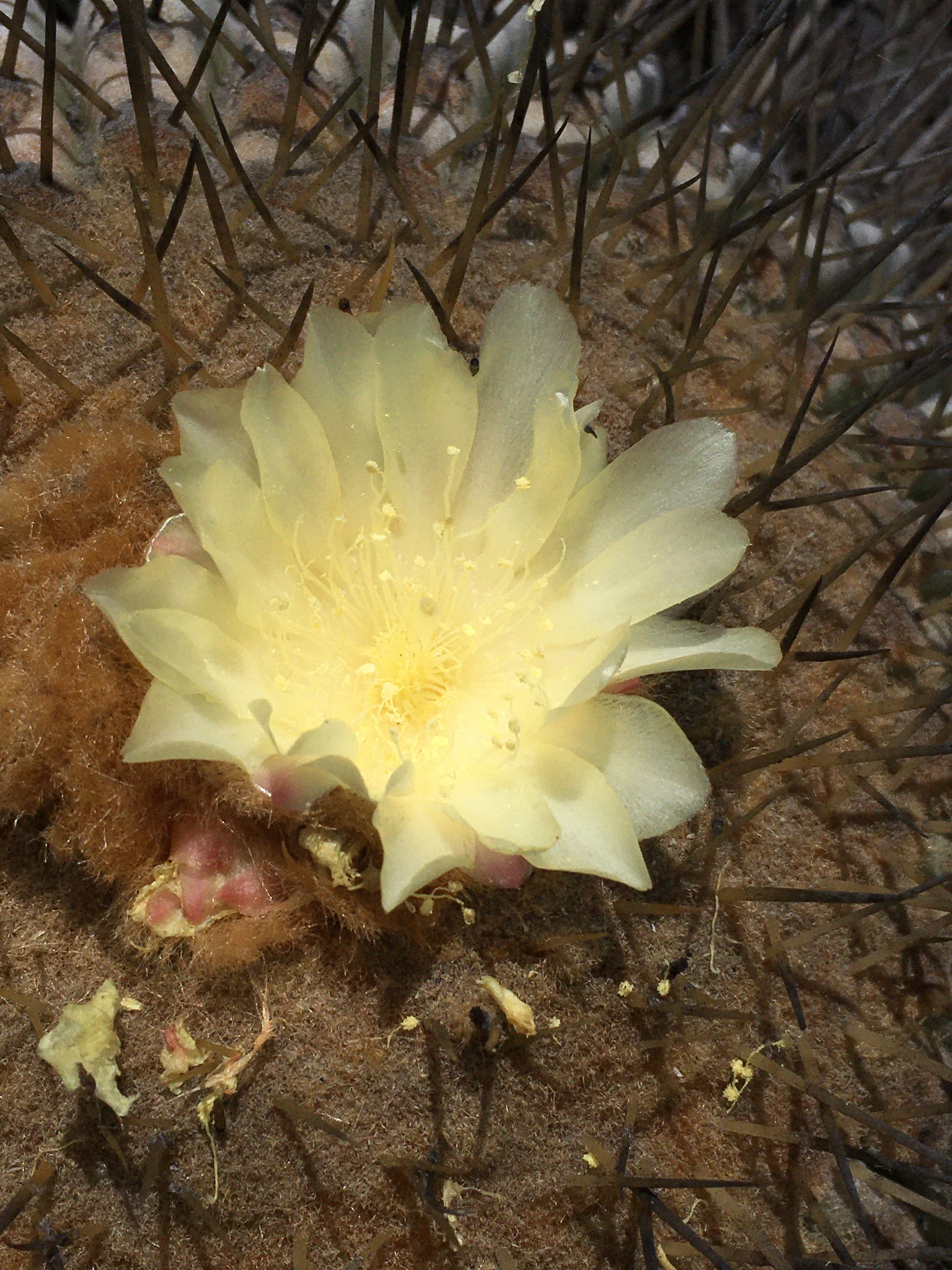
Detalle de la flor

Las flores son de color amarillo pálido y tienen forma de embudo. Son inodoras (no tienen olor) y miden de 1,5 a 2,5 cm de diámetro y de 2,5 a 4 cm de largo. Las brácteas son escamosas y de color marrón rojizo. Las axilas son desnudas y las piezas externas del perianto a menudo tienen las puntas de color rojo. Los frutos de color rojo pálido.

## Distribución y hábitat
El área de distribución nativa de esta especie es el norte de Chile (concretamente desde Antofagasta hasta el norte del desierto de Atacama) y crece principalmente en biomas desérticos o de matorrales secos, a elevaciones de 100 a 1300 m s. n. m. (metros sobre el nivel del mar).

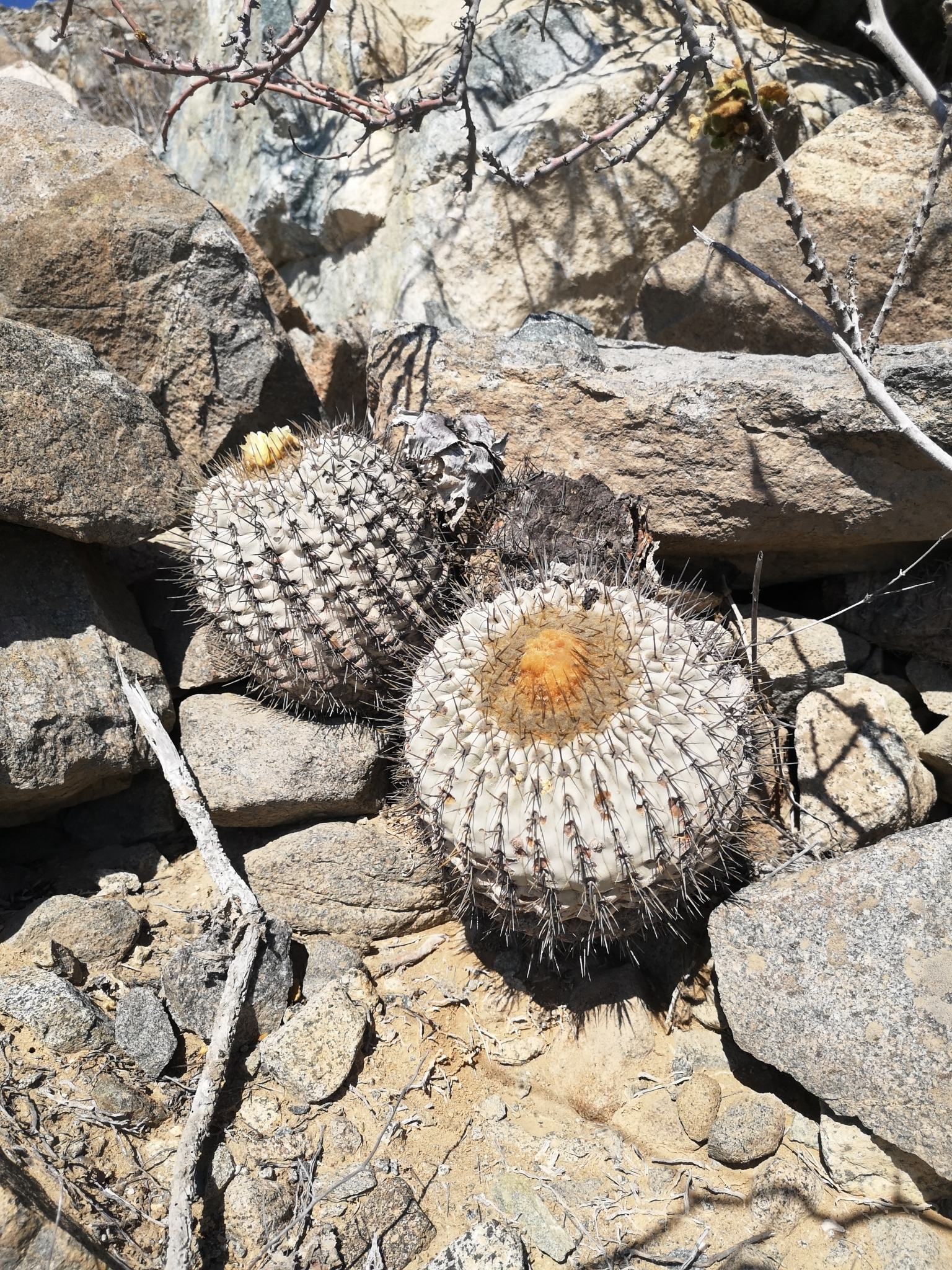
En su hábitat

Se desarrolla entre rocas y grava de laderas de exposición norte y noreste, en zonas con influencia de neblina costera durante las primeras horas de la mañana, ya que la humedad del océano proporciona parte del agua que necesita esta planta. Además, en los cerros crece de manera menos abundante que en la costa y se trata de una especie muy tolerante a la sequía.

## Taxonomía
Copiapoa gigantea fue descrita por el botánico alemán Curt Backeberg y publicada por primera vez en la revista científica Jahrbuch der Deutschen Kakteen-Gesellschaft 1: 104 en el año 1936.
Etimología
- Copiapoa: nombre genérico que hace referencia a la ciudad de Copiapó, ubicada en el desierto de Atacama, lugar donde se encuentran la mayoría de las especies de este género.
- gigantea: epíteto específico latino que significa ‘gigante’ o ‘enorme’, haciendo referencia al gran tamaño de las plantas de esta especie.[4]

Sinonimia
- Copiapoa cinerea var. eremophila (F.Ritter) A.E.Hoffm. (1989)
- Copiapoa cinerea subsp. eremophila (F.Ritter) Doweld (2001 publ. 2002)
- Copiapoa cinerea var. haseltoniana (Backeb.) N.P.Taylor (1981)
- Copiapoa cinerea subsp. gigantea (Backeb.) Slaba (1997)
- Copiapoa cinerea subsp. haseltoniana (Backeb.) N.P.Taylor (1997)
- Copiapoa cinerea var. tenebrosa (F.Ritter) A.E.Hoffm. (1989)
- Copiapoa eremophila F.Ritter (1980)
- Copiapoa gigantea var. haseltoniana (Backeb.) F.Ritter (1980)
- Copiapoa gigantea subsp. haseltoniana (Backeb.) Doweld (2001 publ. 2002)
- Copiapoa haseltoniana Backeb. (1956 publ. 1957)
- Copiapoa tenebrosa F.Ritter (1980)

## Estado de conservación
En la Lista Roja de Especies Amenazadas de la UICN, la especie está clasificada como “Vulnerable (VU)”.
Las principales amenazas que sufre la especie se deben al deterioro del hábitat por efecto de la disminución en las precipitaciones por el cambio climático, la recolección ilegal, la minería y la construcción de caminos.

## Usos

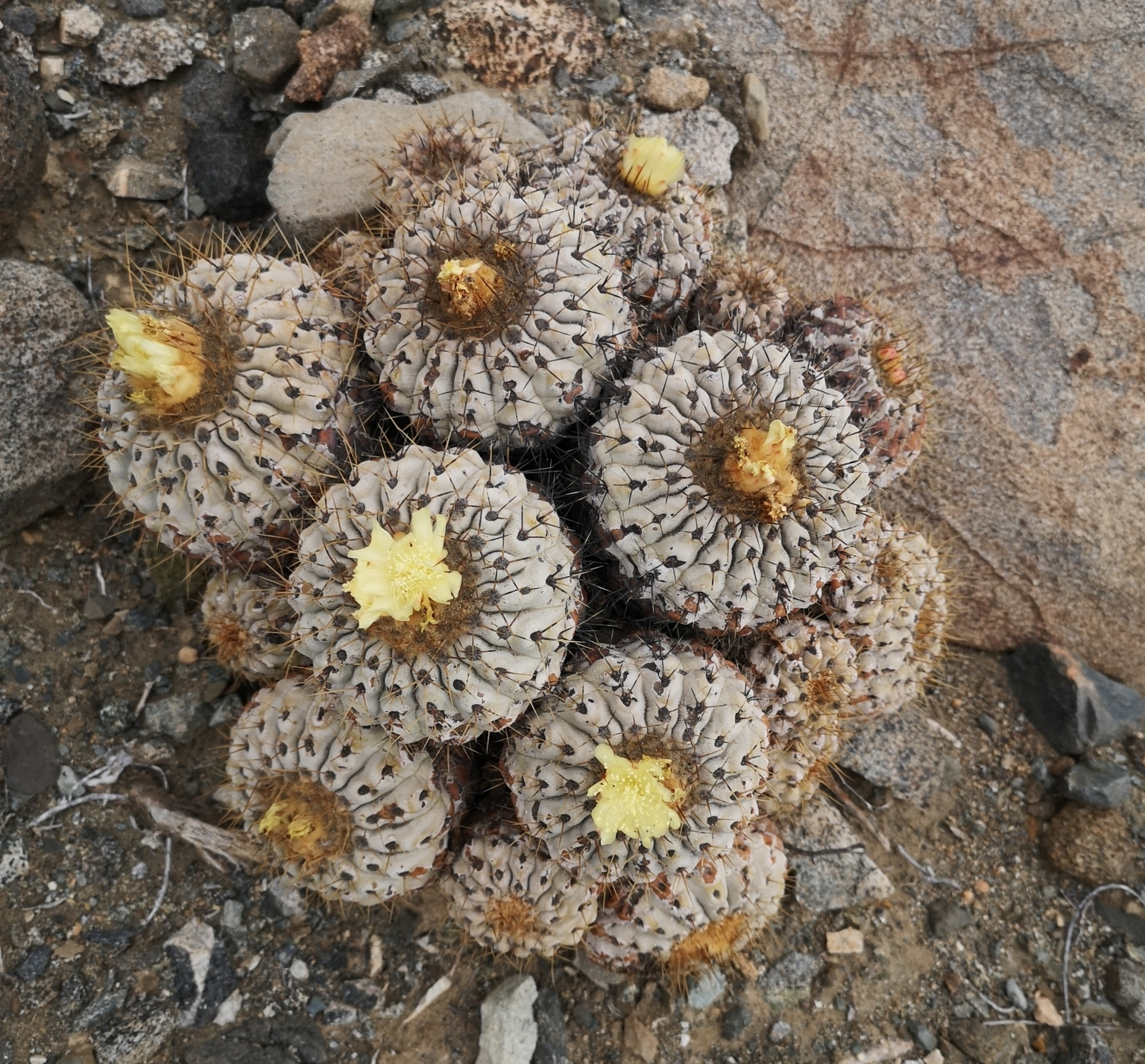
Plantas en flor

Se cultiva principalmente como planta ornamental y su propagación se realiza a través de esquejes o semillas. Necesita mucha luz solar para florecer, por lo que es bastante raro tener flores cuando se cultiva en invernadero.